# Сборная Барбадоса по регби
Сборная Барбадоса по регби представляет Барбадос в международных матчах по регби-15 высшего уровня. Команда выступает с середины 90-х годов XX века. Сборная не играла в финальной части чемпионатов мира. Сейчас Барбадос занимает 81-е место в мировом рейтинге сборных IRB.

## История
Несмотря на относительную молодость национальной команды, барбадосское регби имеет длительную историю развития. Долгое время в стране существовал только один регбийный клуб. С 1995 года Барбадос стал членом IRB. Первый матч состоялся в 1996 году: сборная встретилась с командой Британских Виргинских островов и выиграла. В следующем сезоне барбадосцы сыграли трижды, уступив Багамам, Бермудам и Мартинике. В 1999 году коллектив провёл матч с одним из лидеров карибского регби, Тринидадом и Тобаго, который завершился победой тринидадцев (15:0).
В 2001 году команда снова встретилась с багамскими регбистами и смогла взять реванш (25:18). В следующей игре, однако, Барбадос вновь уступил Бермудам. С 2005 года сборная участвует в отборочных турнирах к чемпионатам мира. Раунд 1A квалификационной кампании к французскому кубку мира оказался для сборной чрезвычайно успешным. Барбадосцы выиграли у всех соперников (Гайаны, Тринидада и Тобаго и Сент-Люсии) и заняли первое место в группе. На правах победителя Барбадос встретился с победителем другой группы — Багамами — в стыковом матче. Уверенная победа со счётом 52:3 вывела Барбадос в третий раунд (3B), где островитяне должны были встретиться с региональными лидерами — Канадой и США. Карибские регбисты уступили обоим конкурентам и не смогли удовлетворить критериям квалификации.
В рамках отборочной кампании к мировому первенству 2011 года Барбадос крупно проиграл Тринидаду и Тобаго, выбыв из борьбы на более ранней стадии.

## Текущий состав
Состав для участия в чемпионате Северной Америки и Карибского бассейна (2012).
| - Нил Форд - Грег Мозли-Кларк - Ромео Мейерс - Кевин Мёррелл - Че Спрингер - Дуайт Форд - Джермейн Байноу - Стивен Миллер | - Нико Блант - Омар Байноу - Джей Боуэн - Николас Джекмен - Трой Грант - Кеннет Пейн - Шон Уорд - Дарио Стаут | - Джамар Хеарвуд - Джерен Кларк - Дэниэл Рэмси - Стив Атуэлл - Кевин Картер - Кофи Чейз - Леандро Джордан |

## Результаты
По состоянию на 21 июня 2013 года.
| Соперник                      | Матчи | Победы | Поражения | Ничьи | Доля побед |
| ----------------------------- | ----- | ------ | --------- | ----- | ---------- |
| Багамы                        | 3     | 2      | 1         | 0     | 67 %       |
| Бермуды                       | 4     | 0      | 4         | 0     | 0 %        |
| Британские Виргинские Острова | 3     | 3      | 0         | 0     | 100 %      |
| Гайана                        | 2     | 1      | 1         | 0     | 50 %       |
| Канада                        | 1     | 0      | 1         | 0     | 0 %        |
| Мартиника                     | 1     | 0      | 1         | 0     | 0 %        |
| Мексика                       | 1     | 1      | 0         | 0     | 100 %      |
| Сент-Винсент и Гренадины      | 2     | 2      | 0         | 0     | 100 %      |
| Сент-Люсия                    | 2     | 2      | 0         | 0     | 100 %      |
| США                           | 1     | 0      | 1         | 0     | 0 %        |
| Тринидад и Тобаго             | 4     | 1      | 3         | 0     | 25 %       |
| Всего                         | 24    | 12     | 12        | 0     | 50 %       |